# Motor Action Football Club
El Motor Action Football Club és un club zimbabuès de futbol de la ciutat d'Harare.

## Història
El club es fundà l'any 2000 sobre les cendres del desaparegut Blackpool FC.

## Palmarès
- Lliga zimbabuesa de futbol[1]
  - 2010
- Trofeu de la Independència de Zimbàbue[2]
  - 2005